# Topomyia tipuliformis
Topomyia tipuliformis är en tvåvingeart som beskrevs av George Frederick Leicester 1908. Topomyia tipuliformis ingår i släktet Topomyia och familjen stickmyggor. Inga underarter finns listade i Catalogue of Life.